# چوگن
چوگن (به ژاپنی: 長元 Chōgen)؛ نام یک عصر تاریخی ژاپنی (نِنگُو) بود. این عصر بعد از مانجو (دوره) و قبل از چوریاکو قرار داشت و از ژوئیه ۱۰۲۸ تا آوریل ۱۰۳۷ میلادی به طول انجامید. در طی این عصر امپراتور گو-ایچیجو و امپراتور گو-سوزاکو امپراتور ژاپن بودند.